# Michu
Miguel Pérez Cuesta (sinh ngày 21 tháng 3 năm 1986), thường được gọi là Michu, là cựu cầu thủ bóng đá người Tây Ban Nha ở vị trí tiền đạo hoặc tiền vệ tấn công.
Anh bắt đầu sự nghiệp của mình với Real Oviedo, sau đó anh chuyển tới Celta Vigo và Rayo Vallecano. Anh có trận đấu đầu tiên tại La Liga vào mùa giải 2011-12. Năm 2012, anh chuyển tới Swansea City, ghi 22 bàn thắng trong mùa giải đầu tiên và vô địch cúp Liên đoàn.

## Sự nghiệp câu lạc bộ

### Oviedo và Celta Vigo
Michu sinh ra ở Oviedo, Asturias. Anh chơi cho đội trẻ Real Oviedo, sau đó Michu chuyển tới Celta Vigo B ở giải hạng ba Tây Ban Nha vào mùa hè năm 2007.

### Rayo Vallecano
Ngày 27 tháng 6 năm 2011, sau khi hết hạn hợp đồng với Celta, Michu ký hợp đồng 2 năm với câu lạc bộ Rayo Vallecano, mới được thăng hạng lên La Liga. Anh có trận đấu đầu tiên vào ngày 28 tháng 8, trong trận hòa 1–1 với Athletic Bilbao.

### Swansea City
Ngày 20 tháng 6 năm 2012, Michu ký vào bản hợp đồng 3 năm với câu lạc bộ ở Premier League, Swansea City, với mức phí chuyển nhượng 2 triệu £. Sau khi Gylfi Sigurdsson ra đi, câu lạc bộ cần tìm ai đó để bù đắp ở vị trí hộ công trong sơ đồ 4–2–3–1; tuy nhiên, anh được trao chiếc áo số 9, số áo của những tiền đạo đích thực.

#### Mùa giải 2012-13

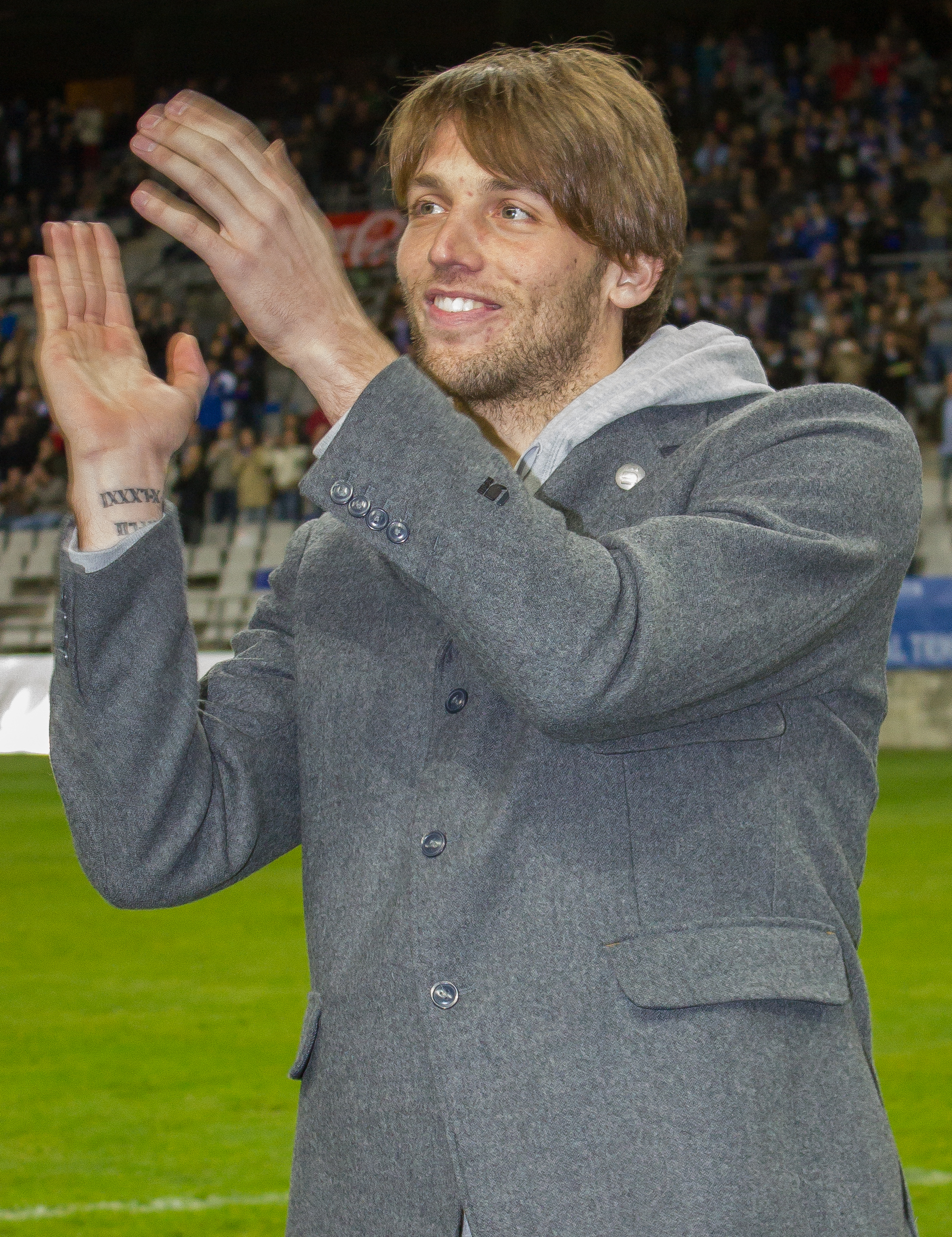
Michu ở sân vận động Liberty.

Anh có trận đấu đầu tiên vào ngày 18 tháng 8, Michu lập cú đúp và thực hiện đường kiến tạo cho Scott Sinclair trong trận thắng 5–0 trên sân của Queens Park Rangers. Bàn thắng của anh cũng là bàn thắng đầu tiên của mùa giải.
Ngày 6 tháng 1 năm 2013, Michu ghi bàn thắng đầu tiên của anh ở Cúp FA, vào sân từ ghế dự bị trong trận hòa 2–2 với Arsenal ở vòng 3, ghi bàn sau 73 giây vào sân. Anh cùng đội có chiến thắng 2–0 trước Chelsea ở bán kết của cúp Liên đoàn.
Ngày 23 tháng 1 năm 2013, anh ký hợp đồng mới với Swansea, bản hợp đồng có thời hạn 4 năm. Ngày 24 tháng 2 anh ghi bàn thắng thứ hai của mình tại cúp Liên đoàn trong trận thắng Bradford City 5–0 để giúp Swansea vô địch cúp Liên đoàn đầu tiên trong lịch sử câu lạc bộ, sau đó anh trở thành cầu thủ xuất sắc nhất năm của Swansea City.
Ngày 22 tháng 12 năm 2012,với phong độ tốt ở Swansea, Vicente del Bosque đã triệu tập Michu vào đội tuyển Tây Ban Nha lần đầu tiên trong 1 trận giao hữu với Uruguay. Tuy nhiên anh không nằm trong đội hình chính thức ở trận đấu đó.
Michu ghi bàn thắng đầu tiên của Swansea ở Giải bóng đá Ngoại hạng Anh 2013-14 vào ngày 1 tháng 8 năm 2013, trong trận thắng Malmö FF 4–0 tại vòng loại bảng 3 Europa League. Trận play-off với FC Petrolul Ploiești diễn ra cùng tháng đó, anh ghi bàn thắng thứ 2 trong chiến thắng 5–1 trên sân nhà. Ngày 19 tháng 9 anh ghi bàn thứ 2 trong chiến thắng 3–0 trước Valencia CF.

## Đội tuyển quốc gia
Ngày 22 tháng 12 năm 2012,với phong độ tốt ở Swansea, Vicente del Bosque đã triệu tập Michu vào đội tuyển Tây Ban Nha lần đầu tiên trong 1 trận giao hữu với Uruguay. Tuy nhiên anh không nằm trong đội hình chính thức ở trận đấu đó.

## Thống kê sự nghiệp

### Câu lạc bộ
Tính đến 17 tháng 12 năm 2014
| Câu lạc bộ          | Mùa giải            | Giải đấu            | Giải đấu | Giải đấu | Cúp quốc gia | Cúp quốc gia | League Cup | League Cup | Châu Âu | Châu Âu | Khác | Khác | Tổng cộng | Tổng cộng |
| Câu lạc bộ          | Mùa giải            | Hạng                | Trận     | Bàn      | Trận         | Bàn          | Trận       | Bàn        | Trận    | Bàn     | Trận | Bàn  | Trận      | Bàn       |
| ------------------- | ------------------- | ------------------- | -------- | -------- | ------------ | ------------ | ---------- | ---------- | ------- | ------- | ---- | ---- | --------- | --------- |
| Oviedo              | 2003–04             | Tercera División    | 19       | 3        | 0            | 0            | —          | —          | —       | —       | —    | —    | 19        | 3         |
| Oviedo              | 2004–05             | Tercera División    | 19       | 4        | 0            | 0            | —          | —          | —       | —       | —    | —    | 19        | 4         |
| Oviedo              | 2005–06             | Segunda División B  | 31       | 3        | 3            | 0            | —          | —          | —       | —       | —    | —    | 34        | 3         |
| Oviedo              | 2006–07             | Segunda División B  | 31       | 3        | 0            | 0            | —          | —          | —       | —       | —    | —    | 31        | 3         |
| Oviedo              | Tổng cộng           | Tổng cộng           | 100      | 13       | 3            | 0            | —          | —          | —       | —       | —    | —    | 103       | 13        |
| Celta B             | 2007–08             | Segunda División B  | 28       | 10       | 0            | 0            | —          | —          | —       | —       | —    | —    | 28        | 10        |
| Celta               | 2007–08             | Segunda División    | 14       | 1        | 0            | 0            | —          | —          | —       | —       | —    | —    | 14        | 1         |
| Celta               | 2008–09             | Segunda División    | 26       | 1        | 2            | 0            | —          | —          | —       | —       | —    | —    | 28        | 1         |
| Celta               | 2009–10             | Segunda División    | 30       | 6        | 6            | 2            | —          | —          | —       | —       | —    | —    | 36        | 8         |
| Celta               | 2010–11             | Segunda División    | 31       | 6        | 1            | 0            | —          | —          | —       | —       | 2    | 1    | 34        | 7         |
| Celta               | Tổng cộng           | Tổng cộng           | 101      | 14       | 9            | 2            | —          | —          | —       | —       | 2    | 1    | 112       | 17        |
| Rayo Vallecano      | 2011–12             | La Liga             | 37       | 15       | 2            | 2            | —          | —          | —       | —       | —    | —    | 39        | 17        |
| Rayo Vallecano      | Tổng cộng           | Tổng cộng           | 37       | 15       | 2            | 2            | —          | —          | —       | —       | —    | —    | 39        | 17        |
| Swansea City        | 2012–13             | Premier League      | 35       | 18       | 2            | 1            | 6          | 3          | —       | —       | —    | —    | 43        | 22        |
| Swansea City        | 2013–14             | Premier League      | 17       | 2        | 0            | 0            | 0          | 0          | 7       | 4       | —    | —    | 24        | 6         |
| Swansea City        | Tổng cộng           | Tổng cộng           | 52       | 20       | 2            | 1            | 6          | 3          | 7       | 4       | —    | —    | 67        | 28        |
| Napoli              | 2014–15             | Serie A             | 3        | 0        | —            | —            | —          | —          | 2       | 0       | —    | —    | 5         | 0         |
| Napoli              | Tổng cộng           | Tổng cộng           | 3        | 0        | —            | —            | —          | —          | 2       | 0       | —    | —    | 5         | 0         |
| Tổng cộng sự nghiệp | Tổng cộng sự nghiệp | Tổng cộng sự nghiệp | 321      | 72       | 16           | 5            | 6          | 3          | 9       | 4       | 2    | 1    | 354       | 85        |

### Đội tuyển quốc gia
Tính đến ngày 11 tháng 10 năm 2013.
| Đội tuyển quốc gia | Năm       | Trận | Bàn |
| ------------------ | --------- | ---- | --- |
| Tây Ban Nha        | 2013      | 1    | 0   |
| Tổng cộng          | Tổng cộng | 1    | 0   |

## Danh hiệu
Swansea City
- Football League Cup: 2012–13[4]